# Vicente Borrás y Abella
Vicente Borrás Abella (Valencia, 1867 - Barcelona, 1945) fue un restaurador, profesor de la Escuela de Bellas Artes de Barcelona y pintor polivalente englobado en la corriente modernista de España, que destacó en la luminosidad y cromatismo de sus creaciones.
Hijo del también pintor Vicente Borrás y Mompó, adquirió sus conocimientos y técnica junto a su padre. A lo largo de su etapa artística fue reconocida su labor con la concesión de diversos premios nacionales e internacionales; fue galardonado con segunda medalla en la Exposición Universal de París de 1900, como ejemplo.

## Parte de su obra
- ¡Absueltos! (1897)
- A break for lunch (1888)
- En el coro (1890)
- Vacunación de niños
- Fábrica
- Escena Histórica
- Portrait of a man
- Retrato de niña

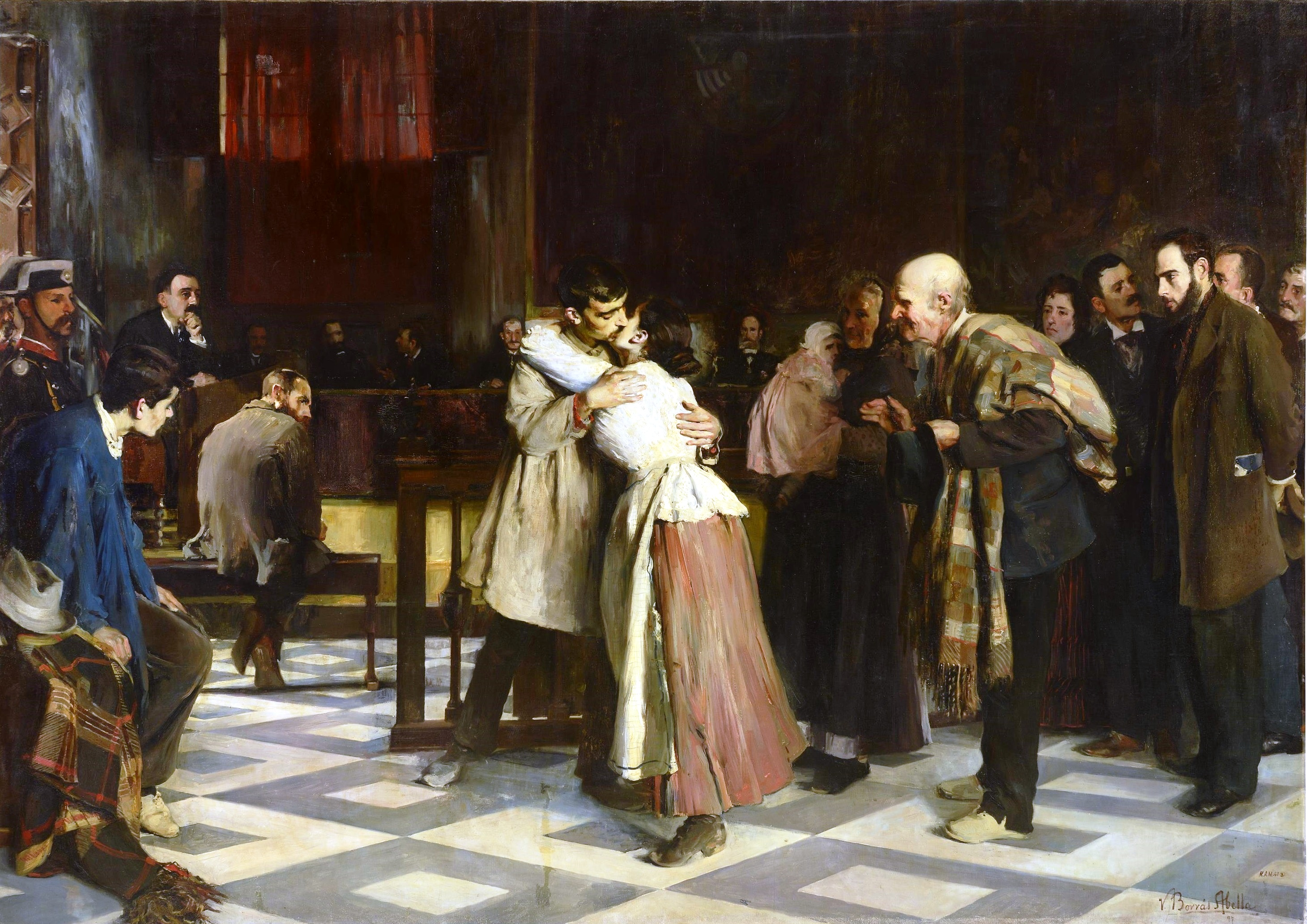
¡Absuelto!, de Vicente Borrás y Abellá. 1897. (Museo del Prado, Madrid).
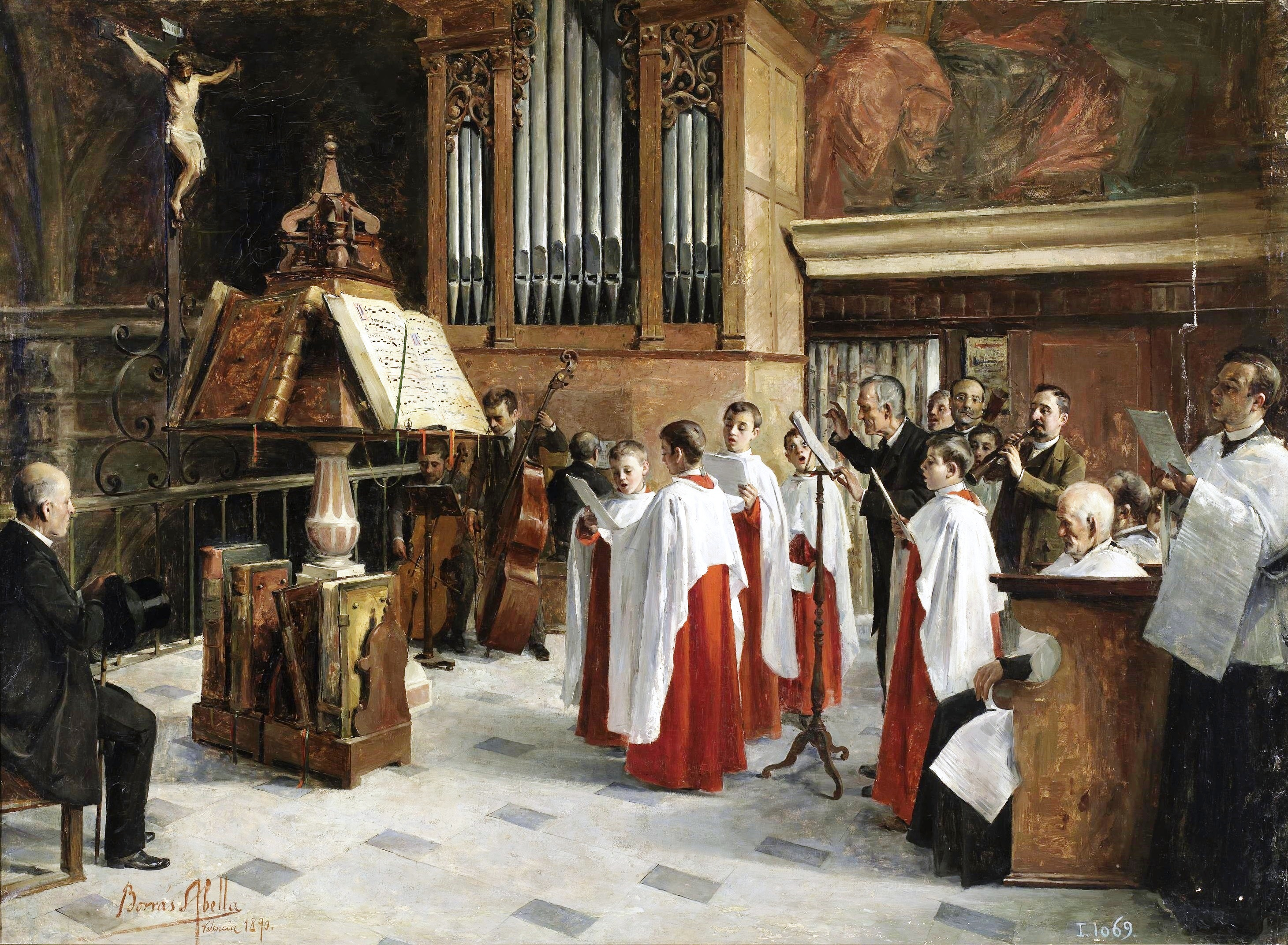
En el coro, de Vicente Borrás y Abella. 1890. (Museo del Prado, Madrid).
Retrat de Pere Casas Abarca. 1906. Museo Nacional de Arte de Cataluña.